# Птицын, Александр Иванович
Александр Иванович Птицын — советский хозяйственный, государственный и политический деятель.

## Биография
Родился в 1897 году в деревне Большой Починок. Член ВКП(б) с 1919 года.
С 1912 года — на хозяйственной, общественной и политической работе. В 1912—1952 гг. — маляр в Петербурге, комиссар Вятской губернской милиции, заведующий орготделом Первого райкома города Вятки, Нолинского укома партии, заведующий орготделом, ответственный секретарь Слободского укома-райкома партии, инструктор Нижегородского крайкома партии, заведующий орготделом Сормовского райкома партии, секретарь парторганизации завода имени Молотова в Горьком, инструктор Кировского обкома, секретарь Воткинского райкома ВКП(б), директор парткурсов, управляющий Кировского областного отделения «Росснабсбыт», заместитель председателя горисполкома, заместитель секретаря горкома партии по промышленности и торговле, директор мельзавода № 13, на должностях в Горпищеторге.
Избирался депутатом Верховного Совета СССР 1-го созыва.
Умер в 1959 году в Кирове.